# Гринвіч Тауншип (округ Воррен, Нью-Джерсі)
Гринвіч Тауншип (англ. Greenwich Township) — селище (англ. township) в США, в окрузі Воррен штату Нью-Джерсі. Населення — 5473 особи (2020).

## Демографія
Згідно з переписом 2010 року, у селищі мешкало 5712 осіб у 1808 домогосподарствах у складі 1546 родин. Було 1870 помешкань
Расовий склад населення:
| - 84,4 % — білих - 6,4 % — чорних або афроамериканців - 6,2 % — азіатів - 0,1 % — вихідців з тихоокеанських островів - 0,1 % — корінних американців - 1,1 % — осіб інших рас |

До двох чи більше рас належало 1,8 %. Частка іспаномовних становила 6,4 % від усіх жителів.
За віковим діапазоном населення розподілялося таким чином: 33,0 % — особи молодші 18 років, 60,6 % — особи у віці 18—64 років, 6,4 % — особи у віці 65 років та старші. Медіана віку мешканця становила 38,4 року. На 100 осіб жіночої статі у селищі припадало 95,8 чоловіків;  на 100 жінок у віці від 18 років та старших — 93,4 чоловіків також старших 18 років.
Середній дохід на одне домашнє господарство  становив 129 746 доларів США (медіана — 111 094), а середній дохід на одну сім'ю — 133 557 доларів (медіана — 113 673). Медіана доходів становила 95 278 доларів для чоловіків та 67 115 доларів для жінок. За межею бідності перебувало 3,2 % осіб, у тому числі 3,6 % дітей у віці до 18 років та 2,3 % осіб у віці 65 років та старших.
Цивільне працевлаштоване населення становило 2555 осіб. Основні галузі зайнятості: освіта, охорона здоров'я та соціальна допомога — 19,6 %, виробництво — 15,6 %, науковці, спеціалісти, менеджери — 11,5 %, фінанси, страхування та нерухомість — 10,3 %.